# Pumpwerk (Kulturzentrum)

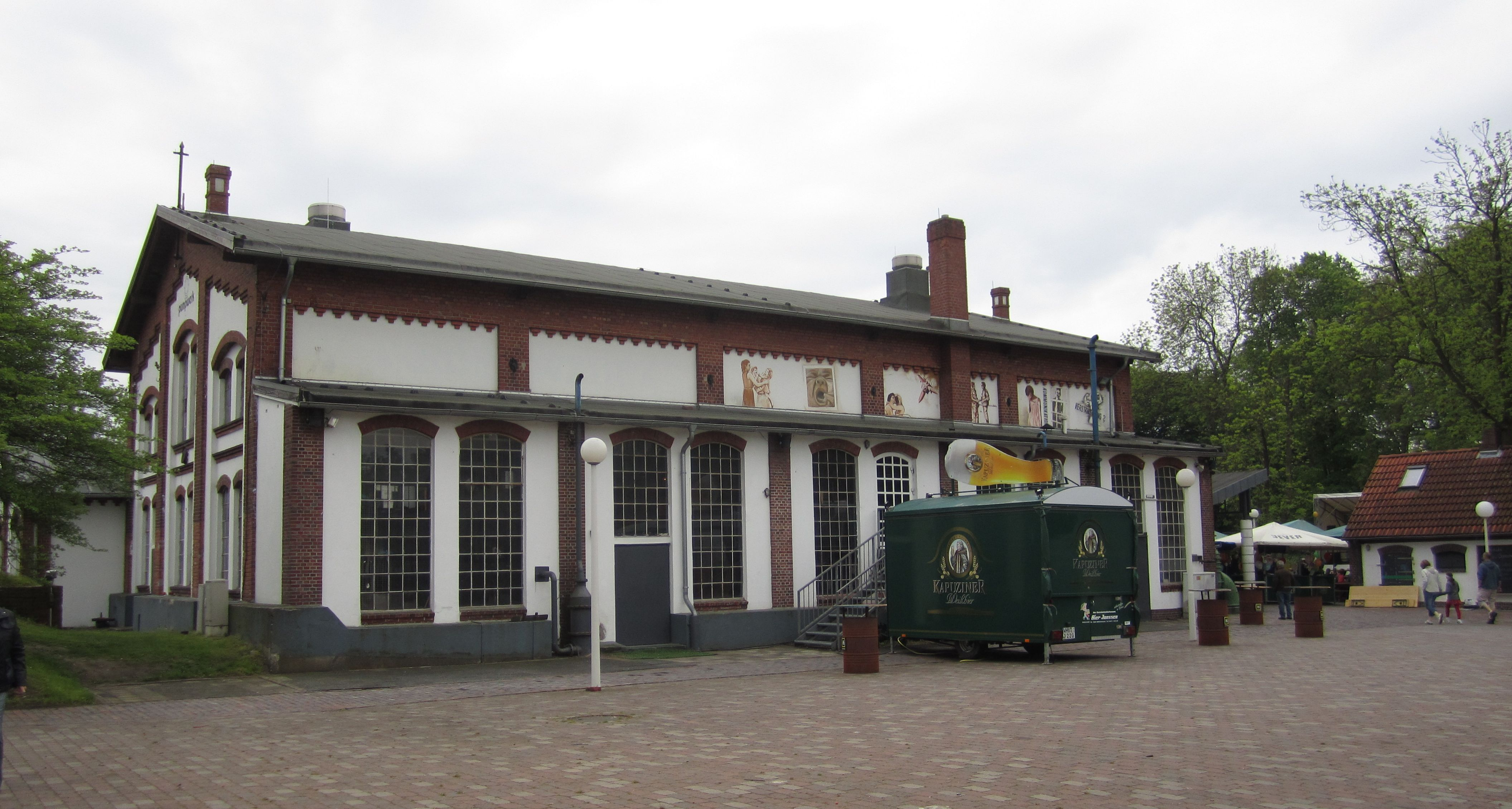
Pumpwerk, Nordseite

Das Pumpwerk ist ein ehemaliges Industriebauwerk und jetziges Kulturzentrum in Wilhelmshaven. Der damalige Leiter des Hochbauamtes und jetzige Professor für Architekturgeschichte, Ingo Sommer bewahrte es 1975 vor dem Abriss und hatte die Idee der Umgestaltung zu einem soziokulturellen Zentrum. Er entwickelte auch Konzept, Entwürfe und Umbaupläne. Es wurde 1976 fertiggestellt und nach seinen Plänen verschiedentlich erweitert.

## Geschichte
Das damals so genannte Pumpwerk-Süd wurde in den Jahren 1903 bis 1907 nach Entwürfen von Hafenbaudirektor Paul Moeller von der Bauabteilung der Kaiserlichen Werft als Abwasserpumpwerk für die neu gegründete Stadt Wilhelmshaven errichtet. Das späthistoristische Infrastrukturgebäude war Teil des dritten Hafenbauabschnitts. Das historische Industriegebäude pumpte bis 1974 Abwässer in die Nordsee. Es wurde am 6. August 1976 nach nur 14 Monaten Planungs- und Umbauphase als Kultur- und Veranstaltungszentrum eröffnet und steht heute unter Denkmalschutz.
Das Pumpwerk ist das älteste soziokulturelle Zentrum in Niedersachsen und gehört zu den zwölf Gründungsmitgliedern der Bundesvereinigung „Soziokultureller Zentren e. V.“ In der Anfangszeit der 1970er Jahre war das Pumpwerk noch geprägt von Künstlern der Protestbewegung, Jazz und Folklore. Ein besonders herausragender Schwerpunkt war das überregional bedeutsame Programm mit vielen Stars der internationalen Jazzszene. Zusätzlich übernahm das Pumpwerk die Rolle eines Programmkinos. In den 1980ern wurden die Künstler dann zunehmend internationaler und die Veranstaltungen größer. 1991 wurde das Pumpwerk ausgebaut und erweitert. Es bietet nun bis zu 800 Menschen Platz und wird heute von der Wilhelmshaven Touristik & Freizeit GmbH geführt.
Jährlich finden rund 160 Veranstaltungen mit 150.000 Gästen statt. Zu den 5000 Veranstaltungen kamen seit 1976 mehr als 2,5 Millionen Besucher.

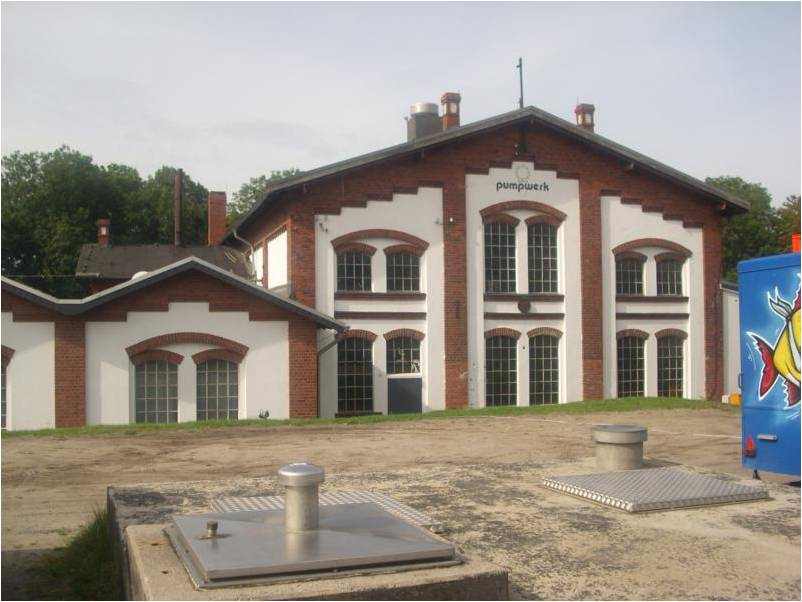
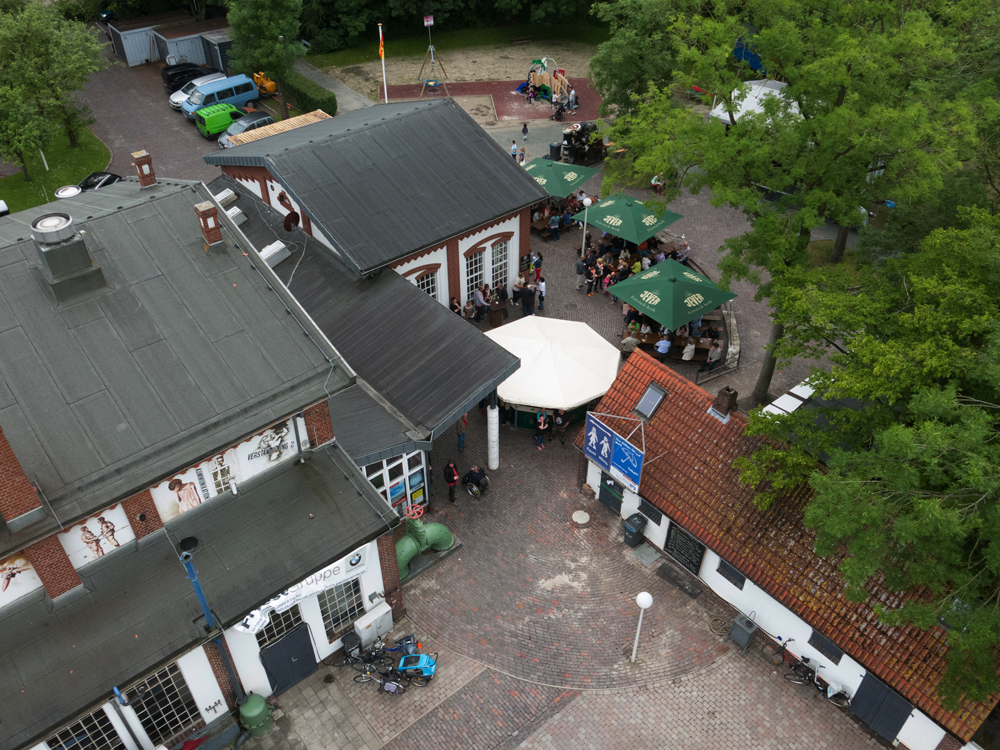
Luftbild mittels einer Quadrocopter
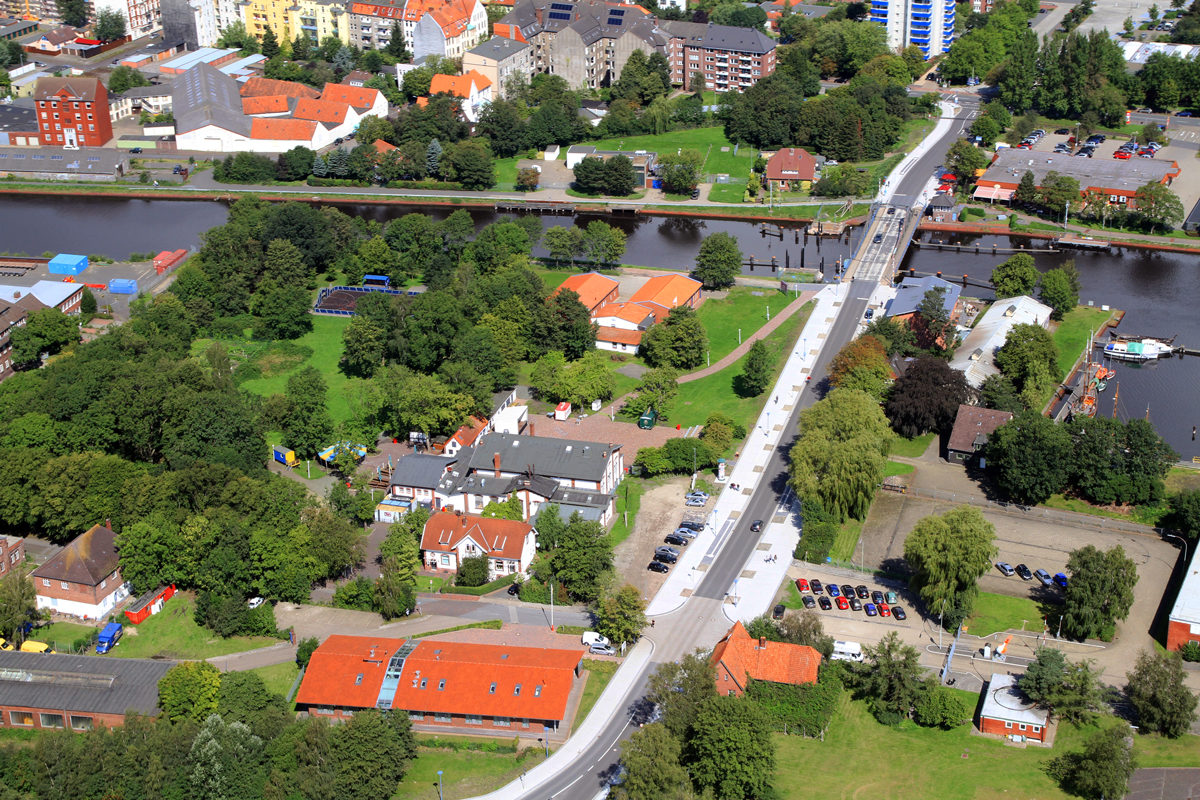
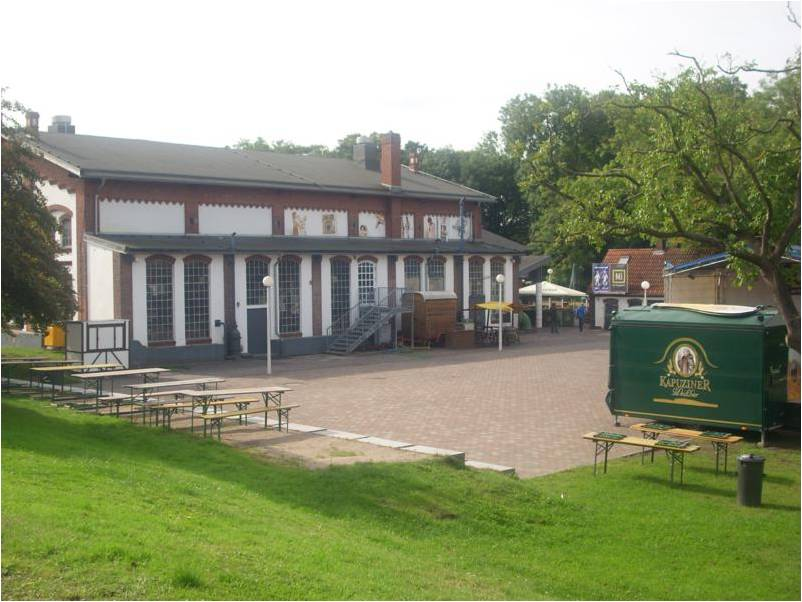

## Veranstaltungsbereiche
Das Pumpwerk bietet die folgenden Veranstaltungsbereiche:
- Jazz: Chet Baker, Charles Mingus, Art Blakey, Dexter Gordon, Astrud Gilberto, Baden Powell, Jan Garbarek, Peter Herbolzheimer, Till Brönner etc. waren im Pumpwerk zu Gast. Jazzfreunde aus dem gesamten norddeutschen Raum besuchten regelmäßig das von Tasso Olbertz zusammengestellte und organisierte hochwertige Jazzprogramm. Es wurde leider weitgehend eingestellt.
- Musik: Ein wichtiger Bereich, in dem das Pumpwerk aktiv ist und professionellen, semiprofessionellen als auch Amateurmusikern eine Bühne bietet. Viele bekannte Künstler haben hier begonnen, so standen Fury in the Slaughterhouse, Heinz Rudolf Kunze, Klaus Lage, New Model Army, BAP, Trio oder Max Raabe hier zu Beginn ihrer Karriere auf der Bühne.
- Kleinkunst: In diesem Bereich gibt es sehr viele Veranstaltungen und Künstler, die auftreten. Ihre ersten Erfahrungen haben zum Beispiel Tim Fischer oder die Comedy Gruppe „Pigeon Drops“ auf der Bühne des alten Entwässerungswerkes gemacht.
- Soziokultur: Das Pumpwerk engagiert sich stark im soziokulturellen Bereich. Gerade die Arbeit für und mit Kindern ist ein Schwerpunkt, Beispiele hierfür sind der „Arbeitskreis Jugendgewalt“, „Kultur für Kids“ oder das große Kinderfest zum Weltkindertag. Weiterhin bietet es eine Bühne und Plattform für Schulen, Initiativen, Gruppen und Verbände, die hier ihre unterschiedlichen Produktionen einem großen Publikum präsentieren wollen. Auch engagiert man sich für Menschen mit Behinderung, in dem man seit über 20 Jahren den „Treff nach 7“ als Treffpunkt für behinderte und nicht behinderte Menschen aus der Region anbietet.
- Außenveranstaltungen: viele Veranstaltungen finden auch auf den Außenflächen statt, wie die Konzertreihe „Mittwochs am Pumpwerk“, das Mittelalterliche Dorf beim Wochenende an der Jade oder das Public-Viewing bei Welt- und Europameisterschaften.

## Veranstaltungen
- Wilhelmshavener Knurrhahn: Seit 1986 wird der Kleinkunstpreis der Stadt Wilhelmshaven Wilhelmshavener Knurrhahn an herausragende Künstler, die im Pumpwerk aufgetreten sind, verliehen.
- A-cappella-Festival: Auftrittsreihe mit unterschiedlichen A-cappella-Künstlern
- Festival der Kleinkunst: Auftrittsreihe mit unterschiedlichen Kleinkünstlern